# Chain Lightning (film)
Chain Lightning – amerykański film o tematyce awiacyjnej w reżyserii Stuarta Heislera z 1950 roku.

## Fabuła
Pilot bombowców, weteran II wojny światowej, Matthew Brennan (Humphrey Bogart) w poszukiwaniu swojej dawnej miłości Joan Holloway (Eleanor Parker) trafia do Lelanda Willisa, który proponuje mu pracę pilota oblatywacza.

## Obsada
- Matthew "Matt" Brennan - Humphrey Bogart
- Joan "Jo" Holloway - Eleanor Parker
- Leland Willis - Raymond Massey
- Major Hinkle - James Brown